# Раменье (Лихославльский район)
Раменье — деревня в Лихославльском муниципальном округе Тверской области России. До 2021 года входила в состав ныне упразднённого Толмачёвского сельского поселения.

## География
Деревня находится в центральной части Тверской области, в зоне хвойно-широколиственных лесов, на правом берегу реки Тихвинки, на расстоянии примерно 46 километров (по прямой) к северо-востоку от города Лихославля, административного центра округа.

### Климат
Климат характеризуется как умеренно континентальный. Среднегодовая температура воздуха — 3,7 °C. Средняя температура воздуха самого холодного месяца (января) — −9,8 °C, средняя температура самого тёплого (июля) — 16,9 °С. Безморозный период длится 127 дней. Продолжительность периода активной вегетации растений (выше 10 °C) составляет примерно 125—130 дней. Годовое количество атмосферных осадков составляет в среднем 571 мм, из которых большая часть выпадает в тёплый период. Среднегодовая скорость ветра составляет 3 — 4 м/с.

### Часовой пояс
Деревня Раменье, как и вся Тверская область, находится в часовой зоне МСК (московское время). Смещение применяемого времени относительно UTC составляет +3:00.

## Население
| 2010 |
| ---- |
| 13   |

### Национальный состав
Согласно результатам переписи 2002 года, в национальной структуре населения карелы составляли 86 % из 21 чел.